# 3e cérémonie des Africa Movie Academy Awards
La 3e cérémonie des Africa Movie Academy Awards s'est tenue le 10 mars 2007 au Gloryland Cultural Centre à Yenagoa, Bayelsa State, Nigeria, pour honorer les meilleurs films africains de 2006.
La cérémonie a été retransmise en direct à la télévision nationale nigériane. De nombreuses célébrités africaines et internationales et des hommes politiques nigérians de premier plan ont assisté à l'événement, dont le musicien nigérian Tuface Idibia et le groupe hiplife du groupe ghanéen VVIP (en).
L' acteur de Nollywood Richard Mofe Damijo (en) et l'actrice sud-africaine Thami Ngubeni ont animé la cérémonie.
Les invités d'honneur étaient les lauréats des Oscars, Cuba Gooding Jr. et Mo'Nique. Le duo d'acteurs préféré de Nollywood, Osita Iheme et Chinedu Ikedieze, a reçu le Lifetime Achievement Award.

## Gagnants

### Récompenses majeures
Les lauréats des 19 catégories de prix sont répertoriés en premier et mis en évidence en caractères gras.
| Meilleure image | Meilleur réalisateur                                                                                                  |
| --- | --- |
| - Sitanda - La grâce étonnante - Apesine - Abéni                                                                      | - Izu Ojukwu – Sitanda - Muyiwa Ademola – Apesin - Jeta Amata - L'incroyable grâce - Tunde Kelani – Abéni             |
| Meilleure actrice dans un rôle principal                                                                              | Meilleur acteur dans un rôle principal                                                                                |
| - Chioma Chukwuka – Les péchés de chair - Khabirat Kafidipe – Iwalewa - Nadia Buari – Beyonce : la fille du président | - Olu Jacobs – Cœur dansant - Ganiu Nofiu – Apesine - Kunle Abogunloko – Église de l'Alliance - Ayo Lijadu - Maroko   |
| Meilleure actrice dans un second rôle                                                                                 | Meilleur acteur dans un second rôle                                                                                   |
| - Jackie Aygemang - Beyonce : la fille du président - Noelie Funmi Agbendegba - Abeni - Ireti Doyle – Sitanda         | - Bruno Iwuoha – Les péchés de chair - Obi Okoli – Explosion - Yinka Quadri – Abéni - Fred Amata - L'incroyable grâce |
| Meilleur artiste à venir                                                                                              | Meilleure performance par un enfant                                                                                   |
| - Ali Nuhu – Sitanda - Amzat Abdel Hakim – Abéni - Mbong Odungide – La grâce incroyable - Moumouni Sanou – Mokili     | - Samuel Olaseinde - Abeni - Teco Benson Jnr – Explosion - Somadina Adinma – Parlez                                   |
| Meilleur film autochtone                                                                                              | Meilleur film nigérian                                                                                                |
| - Irapada - Apesine - Abéni - Iwalewa                                                                                 | - Sitanda - Apesine - La grâce étonnante - Abéni                                                                      |

### Récompenses supplémentaires
| Meilleure photographie                                                             | Meilleur jeu d'écran original                              |
| ---------------------------------------------------------------------------------- | ---------------------------------------------------------- |
| - La grâce étonnante - Abéni - Mokili - Sitanda                                    | - Sitanda - Maroc - Cœur dansant - Azima                   |
| Meilleure bande originale                                                          | Meilleur son                                               |
| - Iwalewa - Sitanda - Bunny Chow                                                   | - Abéni - La grâce étonnante - Sitanda - Mokili            |
| Meilleur montage                                                                   | Meilleur effet visuel                                      |
| - Mokili - Abéni - La grâce étonnante                                              | - fille serpent - Explosion - Apesine - La grâce étonnante |
| Réalisation AMAA en maquillage                                                     | Réalisation AMAA en costume                                |
| - Azima - Maroc - Église de l'Alliance - La grâce étonnante                        | - Apesine - Azima - La grâce étonnante - Bunny Chow        |
| Meilleur long métrage documentaire                                                 |                                                            |
| - Conversations un dimanche après-midi - Église de l'Alliance - Mara à l'eau amère |                                                            |

## Films avec plusieurs nominations
Les films suivants ont reçu plusieurs nominations.
| - 11 nominations - Abeni - The Amazing Grace 9 nominations - Sitanda 7 nominations - Apesin 4 nominations - Mokili | - 3 nominations - Azima - Iwalewa - Explosion - Maroko - Covenant Church 2 nominations - Sins of the Flesh - Beyonce: The President's Daughter - Bunny Chow - Dancing Heart |

## Films aux multiples récompenses
Les films suivants ont reçu plusieurs prix.
- 5 récompenses
  - Sitanda (en)
- 3 récompenses
  - Abéni
- 2 récompenses
  - Péchés de chair